# کارلوتتا فراری

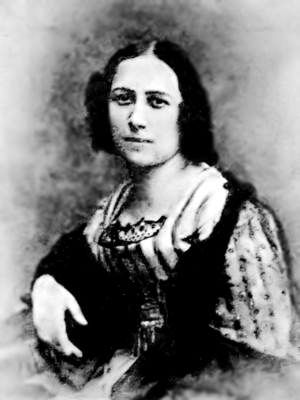
کارلوتتا فراری

کارلوتتا فراری (به ایتالیایی: Carlotta Ferrari)؛ (۲۷ ژانویه ۱۸۳۷ – ۲۲ نوامبر ۱۹۰۷) آهنگساز، ، شاعر، پیانیست و خواننده ایتالیایی بود که در زمینه اپرا مورد توجه قرار گرفت. او اولین اپرای خود با نام «اوگو» را در بیست سالگی نوشت، برای اولین اجرای عمومی آن بودجه‌ای جمع‌آوری کرد و خود اجراها را رهبری نمود که با کمبود تماشاگر مواجه شد. در آوریل ۱۸۷۵، فراری به توصیه آمبرواز توما، به عنوان استاد افتخاری آهنگسازی در آکادمی فیلارمونیک بولونیا منصوب شد. او علاوه بر ترانه‌ها و اپرا، زندگینامه و آثار شعر و نثر خود را در چهار جلد با عنوان «ورسی و نثر در بولونیا» از سال ۱۸۷۸ تا ۱۸۸۲ منتشر کرد.

## زندگی‌نامه
کارلوتا فراری در لودی ایتالیا به دنیا آمد و در کنسرواتوار میلان نزد جوزپینا استرپونی آواز و پیانو آموخت. فراری اولین اپرای اوگو را در بیست سالگی نوشت، اما مورد استقبال قرار نگرفت، سپس برای اولین تولید عمومی آن در لکو سرمایه جمع‌آوری کرد و اپراهای خودش اجرا کرد. در آوریل ۱۸۷۵، به توصیه آمبرواز توما، فراری به عنوان استاد افتخاری آهنگسازی در آکادمی فیلارمونیک بولونیا انتخاب شد.
او علاوه بر ترانه‌ها و اپرا، یک زندگی‌نامه و آثار منظوم و منثور را در چهار جلد با عنوان «منظوم و نثر» در بولونیا از ۱۸۷۸ تا ۱۸۸۲ منتشر کرد. او در بولونیا درگذشت.